# Vav
Wao o Vav fou un estat tributari protegit de l'agència de Palanpur. Tenia 1.966 km² i era estat de quarta classe; la població el 1881 consta com 27.735 habitants però el 1901 era de 8.286 persones en 26 pobles. El 1931 la població era de 20.721 habitants. El territori era pla excepte la part occidental. Els sobirans portaven el títol de ranes de Wao (o Vav). Originalment venien de Sembhor i Nandol a Marwar, i reclamava parentiu amb el raja chauhan de Delhi, Prithwi Raj. Després de diverses vicissituds Dedh Rao fou expulsat de Nandol però va aconseguir la possessió de Tharad, que llavors depenia del raja rajput de Patau. Rana Punja, el setè descendent de Dedh Rao, va morir en batalla i el territori recuperat dels chauhans. Rana Waza, fill de Rana Punja, va construir la ciutat de Wao. Chandrasinhji Umedsinhji fou el 20è rana del 1884 al 1924 era un rajput chauhan.
Els ingressos eren de 3000 lliures. Tenia una força militar el 1883 de 50 homes. La capital era la ciutat de Wao a 24° 21′ 30″ N, 71° 30′ 00″ E / 24.35833°N,71.50000°E. El 1809 vivien a Wao almenys 1.000 famílies de rang; va patir molt per la fam del 1813 i el 1828 havia caigut ja en condicions d'insignificança sense que quedessin restes de la seva anterior prosperitat i grandesa excepte les ruïnes de les muralles. La població el 1872 era 3.065 habitants però havia baixat encara més el 1881.
Vegeu també: Suigam